# サールィチ岬

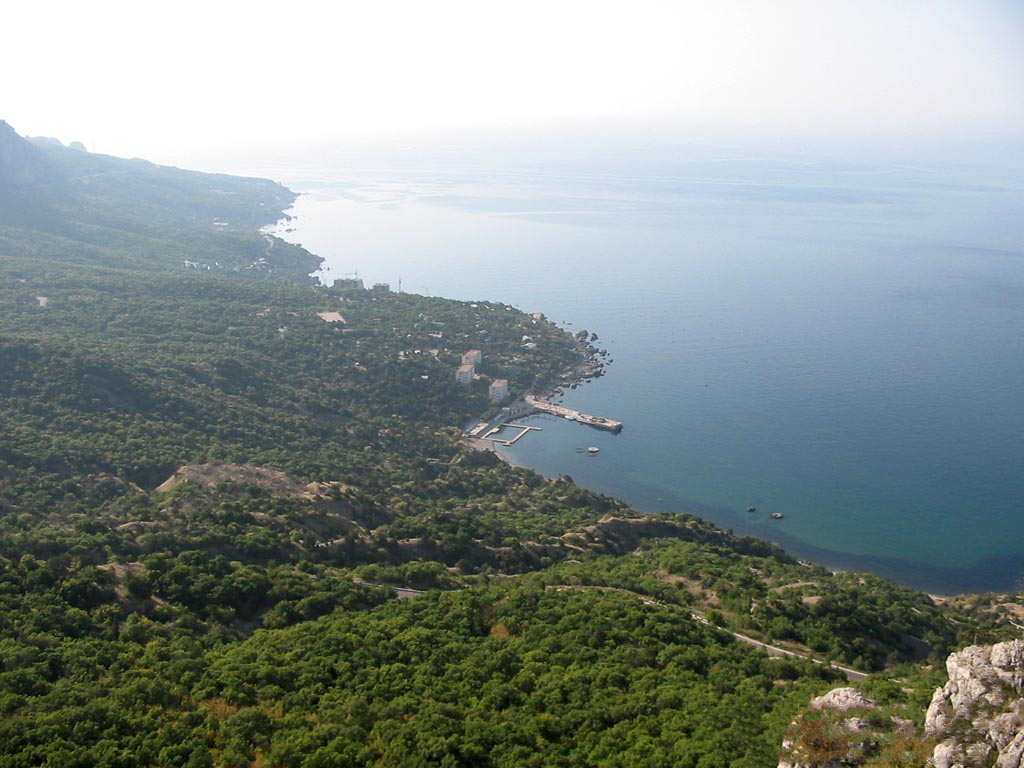
サールィチ岬の展望

サールィチ岬（サールィチみさき、ウクライナ語: Мис Сарич, ムィース・サールィチュ；ロシア語: Мыс Сарыч, ムィース・サールィチュ；クリミア・タタール語: Кейп Сарыч）は、クリミア半島最南端にある岬。北緯44度23分14秒 東経33度44分17秒 / 北緯44.38722度 東経33.73806度座標: 北緯44度23分14秒 東経33度44分17秒 / 北緯44.38722度 東経33.73806度に位置し、ウクライナの名目的な最南端を成している。

## 概要
岬から5 kmの地点には人口2000 人程のフォロース居住区が位置している。この町はセヴァストーポリから30 km、ヤルタからは近く40 km離れている。
サールィチ岬から対岸のケレンペ岬（トルコ、カスタモヌ県）までの距離は142 ml（約230 km）しかなく、これは黒海上で南北の幅が最も狭まっている場所となっている。第一次世界大戦では、岬の沖合いでオスマン帝国とロシア帝国の艦隊が海戦を行った（サールィチ岬の海戦）。
サールィチ岬には海上交通にとってなくてはならない灯台が存在するが、ロシア連邦がその所有権を主張し2005年8月3日より軍事力によって占拠している。ウクライナ側からの強い抗議にも拘らずロシアは岬の占領を継続しており、ロシア海軍の管理下に置かれた岬は有刺鉄線で囲まれ、立ち入りが厳しく制限されている。